# أليسيا روسو
أليسيا ميا تيريزا «ليسي» روسو (بالإنجليزية: Alessia Russo) (من مواليد 8 فبراير 1999) لاعبة كرة قدم إنجليزية تلعب في مركز الهجوم لفريق كارلس في نورث كارولينا. لعبت في السابق لتشيلسي وبرايتون وهوف ألبيون. مثلت روسو منتخب إنجلترا تحت 19 عامًا ومنتخب إنجلترا تحت 17 عامًا ومنتخب إنجلترا تحت 15 عامًا.

## روابط خارجية
- أليسيا روسو – سجل منافسات الفيفا
- أليسيا روسو – سجل منافسات اليويفا
- England player profile
- University of North Carolina player profile
- أليسيا روسو على موقع الاتحاد الدولي (مؤرشف)  (الإنجليزية)
- أليسيا روسو على موقع الاتحاد الأوربي (الإنجليزية)
- أليسيا روسو على موقع قاعدة بيانات كرة القدم.إي يو (الإنجليزية)
- أليسيا روسو على موقع Soccerway.com (الإنجليزية)
- أليسيا روسو على موقع عالم كرة القدم.نت (الإنجليزية)